# 拉韦尔诺斯-拉卡斯
拉韦尔诺斯-拉卡斯（法語：Lavernose-Lacasse，法語發音：[lavɛʁnoz lakas]）是法国上加龙省的一个市镇，属于米雷区。该市镇于1964年由原市镇拉韦尔诺斯（Lavernose）和拉卡斯（Lacasse）合并而成。

## 地理
拉韦尔诺斯-拉卡斯（43°23'46"N, 1°15'37"E）面积17.83 平方千米，位于法国奧克西塔尼大區上加龙省，该省份为法国西南部内陆省份，西南端与西班牙接壤，自此顺时针与上比利牛斯省、热尔省、塔恩-加龙省、塔恩省、奥德省和阿列日省接壤。
与拉韦尔诺斯-拉卡斯接壤的市镇（或旧市镇、城区）包括：圣伊莱尔、贝拉、勒福加、莱尔姆、隆加日、诺埃。
拉韦尔诺斯-拉卡斯的时区为UTC+01:00、UTC+02:00（夏令时）。

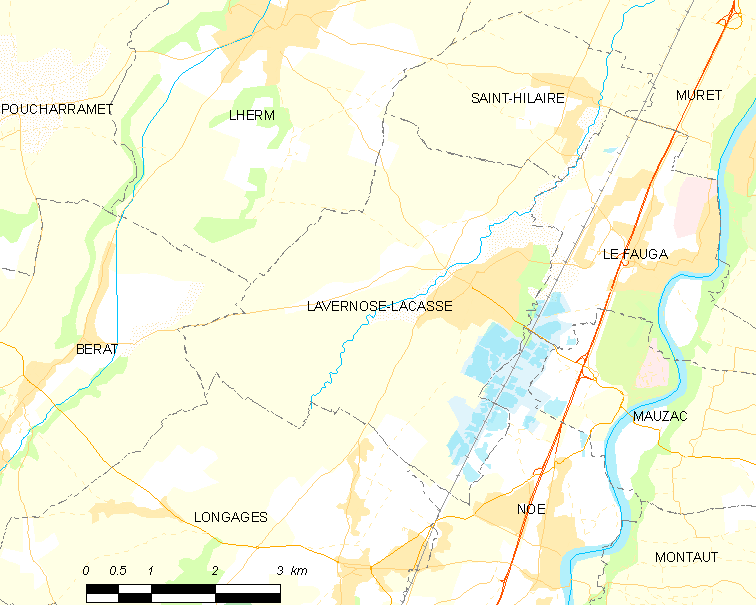
拉韦尔诺斯-拉卡斯的OSM定位图

## 行政
拉韦尔诺斯-拉卡斯的邮政编码为31410，INSEE市镇编码为31287。

## 政治
拉韦尔诺斯-拉卡斯所属的省级选区为米雷县。

## 人口

1962-2008年间拉韦尔诺斯-拉卡斯人口变化图示

拉韦尔诺斯-拉卡斯于2022年1月1日时的人口数量为3665人。